# Nous les menteurs
Pour l’article homonyme, voir Nous les menteurs (série télévisée).
Nous les menteurs (titre original : We Were Liars) est un roman d'horreur psychologique destiné aux jeunes adultes, écrit par E. Lockhart, paru en 2014 et traduit en français en 2015. Le roman raconte l'histoire de la richissime famille Sinclair. Celle-ci possède une île, l'île de Beechwood, sur laquelle elle passe chaque été. Au cours d'un de ses séjours sur l'île, un incident du passé révèle peu à peu ses secrets pour Cady, la narratrice.
L'œuvre reçoit le prix Goodreads Choice Award for Best Young Adult Fiction. Une préquelle, Family of Liars, est publiée en 2022 par la même autrice.

## Résumé
Cadence Sinclair Eastman, âgée de dix-huit ans, a passé presque tous ses étés sur les plages de l'île privée de sa famille, située à proximité de Martha's Vineyard (cap Cod). Enfant, Cady passe ses séjours à jouer avec ses cousins, Johnny et Mirren. Cependant, Gat, le neveu du petit ami de sa tante, les rejoint lors d'un été, et ils se nomment « les Menteurs », pour une raison inconnue. Cady et Gat s'éprennent l'un de l'autre et commencent à passer plus de temps ensemble durant leur adolescence. Cette relation naissante crée des tensions au sein de la famille aux mœurs aristocratiques en raison des origines sud asiatiques de Gat. Cette relation dérange surtout Harris, le patriarche et grand père de la famille.
Les Sinclair sont une famille néo-anglaise : Harris et Tipper ont trois filles, Penny, Carrie et Bess, dont chacune possède une grande maison sur l'île de Beechwood et un énorme héritage. Le clan Sinclair tente de maintenir une façade parfaite, mais comme Cady le note au début du roman, cette image est construite sur des mensonges. En effet, les sœurs Sinclair sont profondément dépendantes de leur père, ayant besoin de son argent et de son approbation pour survivre. La structure familiale insulaire est écrasante pour les étrangers, et le jour où le père de Cady décide de quitter sa mère, il admet qu'il ne peut plus supporter la pression d'être un Sinclair. En fait, tous les mariages des sœurs se terminent par un divorce, et lorsque Carrie amène Ed (son amoureux, d'origine indienne) sur l'île, Harris hésite à l'accepter comme membre de la famille. Alors que Harris prône l'égalité pour la forme et se considère comme instruit et éclairé sur les questions sociales, sa réaction à la différence raciale de Gat révèle un surprenant degré de bigoterie.
Tout semblant d'harmonie familiale disparaît à la mort de Tipper, laissant Bess, Carrie et Penny se disputer au sujet de leur relation avec leur père et, surtout, de son immense fortune. Chacune d'entre elles estime qu'une part plus importante de l'héritage lui revient, et elles vont jusqu'à impliquer leurs enfants - Johnny, Mirren et Cadence - en leur demandant de faire pression sur Harris pour obtenir plus d'argent ou des biens précieux. Pour aggraver les choses, Harris monte souvent les femmes les unes contre les autres afin de garder le contrôle sur leurs vies.
L'été de ses seize ans, Cady est impliquée dans une sorte d'accident qui la conduit à l'hôpital avec une grave blessure à la tête, sans aucun souvenir de ce qui lui est arrivé exactement. Elle se souvient s'être réveillée sur la plage, mais n'a aucune idée de la façon dont elle s'est retrouvée là. Lorsqu'elle pose des questions sur l'accident, elle n'obtient aucune réponse concrète et est continuellement frustrée par le refus de sa mère de lui raconter toute l'histoire. Cady passe un an à se remettre de ses blessures, souffrant de migraines chroniques et se demandant, impuissante, ce qui s'est passé cette nuit-là à Beechwood. Au lieu de retourner sur l'île l'été suivant, Cady est obligée de se rendre en Europe avec son père, M. Eastman. Le reste des Menteurs - Johnny, Mirren et Gat - lui manque et elle leur écrit constamment. Elle n'a jamais de nouvelles d'aucun d'entre eux, ce qui la laisse confuse et triste.
L'été de ses dix-sept ans, Cady retourne sur l'île avec sa mère et est ravie de retrouver ses plus proches confidents, en particulier Gat, qui est toujours profondément amoureux d'elle. En raison des querelles constantes entre les adultes, les Menteurs s'isolent dans une maison à l'autre bout de l'île, et Cady et Gat poursuivent leur idylle d'adolescents loin des regards indiscrets de leurs parents. Un certain nombre de choses ont changé pendant l'absence de Cady, mais le plus troublant est le changement radical apporté à Clairmont, la maison principale de l'île : Harris a fait d'importantes rénovations à la charmante vieille maison, la transformant en une demeure moderne et austère, rebaptisée New Clairmont,.
Bien qu'elle soit heureuse de retrouver sa famille pour l'été, Cady cherche à tout prix à savoir ce qui s'est passé la nuit de son accident. Elle demande à tous les membres de sa famille, mais on leur a conseillé de ne rien lui dire et de la laisser retrouver ses souvenirs toute seule.
Avec l'aide de Johnny, Mirren et Gat, Cady commence à se souvenir des événements qui ont précédé l'accident. Elle apprend que des années auparavant, Ed avait demandé Carrie en mariage, mais que celle-ci avait refusé, craignant de perdre son héritage si elle épousait un Indien. Cady se souvient également de la colère avec laquelle elle et les autres Menteurs ont discuté de leur plan pour détruire Clairmont qui, pour eux du moins, représentait la bigoterie et la cupidité qui déchiraient leur famille. Ils avaient décidé que sans Clairmont et tous les biens de valeur qu'elle contenait, les sœurs Sinclair n'auraient plus rien à se reprocher. Enfin, les souvenirs de Cady de cette nuit fatidique lui reviennent : comment ils ont oublié de faire sortir les chiens de la maison avant d'y mettre le feu, comment ils ont pris chacun une partie différente de la maison, et comment le feu s'est propagé plus rapidement que prévu, piégeant Johnny, Mirren et Gat dans le bâtiment, qui périrent dans les flammes,.
Ce n'est que lorsque Cady a restitué la mémoire de l'accident et son rôle dans la mort de ses amis les plus proches qu'elle se rend compte qu'elle a passé l'été avec les fantômes de Johnny, Mirren et Gat. Elle leur parle une dernière fois pour leur dire au revoir, et ils disparaissent à jamais. Accablée par le chagrin mais prête à guérir, Cady retourne auprès du reste de sa famille à New Clairmont,.

## Personnages

### Cadence «Cady» Sinclair Eastman
Narratrice et protagoniste de Nous les menteurs, Cady Eastman est l'aînée des petits-enfants de la riche et apparemment parfaite famille Sinclair. Elle vit avec sa mère, Penny, à Burlington, dans le Vermont. Le père de Cady, un professeur d'université, les a quittés pour vivre avec une autre femme lorsque Cady avait quinze ans. Elle passe ses étés sur l'île privée que possède sa famille, connue sous le nom de Beechwood. Au cours de son quinzième été à Beechwood, Cady est victime d'un mystérieux accident qui la laisse avec une grave blessure à la tête et aucun souvenir des événements qui l'ont précédée. Elle passe les deux années suivantes à se remettre de l'accident et à essayer de résoudre le mystère de ce qui lui est réellement arrivé cette nuit-là. Elle demande des détails à sa famille, mais celle-ci l'informe qu'elle doit retrouver ces souvenirs par elle-même.
« I am not immune to the feeling of being viewed as a mystery, as a Sinclair, as part of a privileged clan of special people, and as part of a magical, important narrative, just because I am part of this clan. »
(Je ne suis pas immunisée contre le sentiment d'être considérée comme un mystère, comme une Sinclair, comme faisant partie d'un clan privilégié de personnes spéciales, et comme faisant partie d'un récit magique et important, juste parce que je fais partie de ce clan.)

### Gatwick «Gat» Matthew Patil
Bien qu'il ne soit pas lié aux Sinclair par le sang, Gat commence à passer ses étés à Beechwood lorsqu'il a onze ans. Son oncle Ed entretient une relation amoureuse avec Carrie, l'une des filles Sinclair, et lorsque Gat rejoint la famille Sinclair sur l'île, il devient inséparable de Cady, Johnny et Mirren. Cady et Gat tombent amoureux au cours des étés suivants, et au cours de leur quinzième été sur l'île, ils entament une relation amoureuse. Cependant, bien que Harris Sinclair soit ostensiblement accueillant à son égard, il est mal à l'aise à l'idée que tous deux – Gat et son oncle Ed – en tant qu'hommes d'origine sud-asiatique, puissent se marier dans sa famille et par conséquent souiller la pureté raciale et ethnique de la lignée Sinclair.
« You feel like you know me, Cady, but you only know the me who comes here. »
(Tu as l'impression de me connaître, Cady, mais tu ne connais que le moi qui vient ici.)

### Harris Sinclair
Patriarche de la famille Sinclair, Harris a amassé une fortune considérable. Avant la mort de sa femme, il utilise leur fortune pour acheter une île privée qu'ils appellent Beechwood, où ils construisent des maisons séparées pour leurs trois filles - Penny, Carrie et Bess - et leurs futurs enfants. Cela leur permet de passer tous les étés ensemble sur l'île et, par conséquent, la famille est très unie et fermée aux étrangers. Cette réalité apparaît clairement un été, lorsque Carrie arrive sur l'île avec son nouveau petit ami, Ed, et son neveu, Gat, tous deux d'origine sud-asiatique. Si Harris se montre superficiellement accueillant envers les hommes, il tente tout de même subtilement de faire en sorte qu'ils ne fassent pas vraiment partie de la famille. En outre, Harris a promis à chacune de ses filles un gros héritage et leur a permis de devenir dépendantes de son argent - aucune d'entre elles n'est financièrement autonome.
« We work for what we want, and we get ahead. We never take no for an answer, and we deserve the rewards of our perseverance. »
(On travaille pour ce qu'on veut, et on avance. On n'accepte jamais un refus, et on mérite les récompenses de notre persévérance.)

## Thèmes

### Richesse et cupidité
Alors que cette nouvelle génération de Sinclair commence à s'écarter de l'obsession familiale pour la richesse et les privilèges, l'avidité bornée des sœurs fracture encore davantage la famille. L'influence de Gat aide les Menteurs à prendre conscience du potentiel destructeur de la richesse, et finit par les retourner contre l'avidité dont font preuve leurs parents. Leur désir d'argent et de privilèges est une partie essentielle de leur relation avec leurs parents, ce qui permet au roman de révéler comment la richesse et la cupidité érodent les liens familiaux. À travers les histoires que Cady découvre au cours de son enquête, le roman démontre en fin de compte le pouvoir destructeur de la cupidité et la façon dont l'extrême richesse peut déchirer une famille.

### Bigoterie et exclusion
L'image inventée par Cady de sa famille renforce l'idée que cette image est fondée sur l'exclusion - la plupart des histoires impliquent l'intrusion d'une personne « différente » comme principale source de conflit - et suggère également qu'une attitude plus inclusive à l'égard des étrangers peut modifier quelque peu l'image de la famille mais apportera un plus grand bonheur dans l'ensemble.
La fierté de Harris pour sa lignée familiale révèle également un sens de la pureté raciale très excluant, qui l'amène à fuir toute personne ou tout objet qui ne correspond pas à sa vision de la famille parfaite. Comme un roi qui tente de préserver son règne, Harris s'insurge contre l'évolution démographique du monde qui l'entoure et s'accroche plus fermement à l'image traditionnelle de la famille américaine - une pratique qui, selon le roman, est dépassée et vouée à l'échec. Mais surtout, ces contes de fées sont un bon moyen pour Cady de créer une distance émotionnelle par rapport à la dynamique de la famille Sinclair et d'examiner certaines questions familiales plus larges dans un contexte plus théorique.

### La mort, la perte et la mémoire
La famille Sinclair réprime clairement ses émotions à la suite d'une perte, à son détriment ; ceux qui quittent la famille Sinclair, que ce soit par le biais d'un divorce ou d'un décès, sont presque immédiatement oubliés ou simplement purgés de la mémoire collective de la famille. Alors que la famille Sinclair adhère à l'idée que « le silence est une couche protectrice de la douleur », l'expérience de Cady qui retrouve ses souvenirs démontre que le passé ne peut jamais vraiment être oublié ou laissé derrière soi. La mort de Johnny, Gat et Mirren devient une sorte de secret de famille, car la famille se remet de la tragédie comme elle l'a toujours fait.

### Mensonges et inventions
Que les personnages du roman mentent pour obtenir ce qu'ils veulent - comme le font Gat et Harris Sinclair - ou qu'ils se trompent simplement pour éviter des vérités douloureuses, cette manipulation de la vérité remet en question la possibilité ou non d'établir un ensemble de faits fiables, distincts des expériences, des motifs et des souvenirs incomplets des personnes impliquées.
Cady n'est pas le seul personnage du roman à avoir tendance à mentir - en fait, beaucoup de personnes de son entourage mentent pour obtenir ce qu'elles veulent. Dans le cas de Harris Sinclair, ces motifs sont ancrés dans un désir de manipuler et de contrôler les membres de sa famille ; pour Cady, cependant, ces mensonges lui fournissent un moyen de faire face à des souvenirs et à des événements qui sont trop durs et douloureux pour être affrontés de front. Cadence ne ment pas, à aucun moment du livre. Certes, elle se ment à elle-même (donc aux autres, involontairement) quant aux raisons de se débarrasser de tous ses souvenirs, mais c’est tout.

### L'amour romantique et la famille
L'amour de Cady pour Gat est une menace importante pour la dynamique familiale pour de nombreuses raisons, notamment le fait qu'il soit une personne de couleur et qu'il vienne d'un milieu défavorisé qui ne correspond pas à l'image traditionnelle de la famille Sinclair. Mais une fois encore, le lien familial des Sinclair est en conflit avec tout sentiment d'amour ou de dévotion romantique, car Harris ne veut pas qu'un étranger le remplace en tant que patriarche de la famille. Dans la famille Sinclair, il semble qu'il n'y ait pas de place pour ces deux formes d'amour concurrentes - un lien émotionnel profond avec quelqu'un d'extérieur à la famille est en contradiction avec les exigences de Harris en matière de dévotion et de loyauté totales.

## Publication
Dès ses débuts aux États-Unis, le livre connaît un grand succès. Les critiques sont nombreuses et louent le « roman choc foudroyant de beauté et d'intelligence » (John Green),. Le succès du roman proviendrait de sa structure de désillusion : on commence par une description utopique qui tourne petit à petit, un détail à la fois, à la dystopie ; mais aussi par le réalisme décelé dans l’écriture des personnages. « L’auteur dépeint de véritables personnalités plus que des archétypes » écrit Françoise Dargent en 2015, peu après la parution de la version française.
Ce premier ouvrage aux accents dramatiques semble plaire particulièrement au public adolescent et jeune adulte qui peut alors s’identifier aux personnages principaux du roman.

## Prix reçus
Le succès du roman lui valut plusieurs nominations ainsi qu’une victoire aux différents concours de littérature.
| Année | Concours                                       | Résultat  |
| ----- | ---------------------------------------------- | --------- |
| 2014  | Goodreads Choice Award for Young Adult Fiction | Gagnant   |
| 2015  | ALA Best Fiction for Young Adults              | Top 10    |
| 2015  | Teen Choice Book Awards' Book of the Year      | Finaliste |

## Adaptations
Le roman n'a pour l'instant aucune adaptation cinématographique. En revanche, depuis 2020, la scénariste américaine Julie Plec entreprend l'écriture d'une adaptation de l'œuvre et de sa préquelle Family of Liars pour le grand écran, avec un projet de tournage chez Universal Television.
En juin 2025, une adaptation télévisée, développée par Julie Plec et Carina Adly Mackenzie et produite par Amazon MGM Studios, est diffusée, sous le même titre, sur la plateforme Prime Video. Une saison de huit épisodes mettant notamment à l'affiche Emily Alyn Lind, Shubham Maheshwari,
Esther McGregor, Joseph Zada et 
Caitlin Fitzgerald.